# Maxi Oyedele
Maximillian Oyedele, dit Maxi Oyedele, né le 7 novembre 2004 à Salford, est un footballeur international polonais qui évolue au poste de milieu défensif au RC Strasbourg.

## Biographie

### Carrière en club
Né à Salford en Angleterre, d'une mère polonaise et d'un père nigérian, Maximillian Oyedele est formé à Manchester United, qu'il rejoint en 2012 en provenance de Burnley où il s'illustre d'abord en équipes de jeunes,. Au sein d'un génération qui inclus des noms comme Garnacho, Mainoo, Jurado (en) ou encore Hansen-Aarøen (en), il fait ainsi partie de l'équipe qui remporte la FA Youth Cup en 2022, jouant tous les matchs de la compétition,.
Il commence sa carrière senior en prêt à l'Altrincham FC, en cinquième division anglaise, rejoignant le club en janvier 2023.
Auteur d'un prêt concluant, Oyedele est notamment nommé pour le but de la saison d'Altrincham pour sa réalisation contre l'Oldham Athletic.
De retour de prêt à Manchester, il est retenu par son club alors qu'il est convoqué pour le Championnat d'Europe des moins de 19 ans, intégrant l'équipe d'Erik ten Hag première pour la pré-saison en Norvège,.
En janvier 2024, Oyedele est à nouveau prêté jusqu'à la fin de la saison, cette fois aux Forest Green Rovers, faisant ses débuts professionnels en quatrième division anglaise,.
En août 2024, il est transféré au Legia Varsovie en Pologne,, où il rejoint l’entraîneur portugais Gonçalo Feio (en) qui le recrute notamment après avoir entendu les louanges de Bruno Fernandes, impressionné par le jeune joueur en pré-saison,.
Il s'impose rapidement comme titulaire à Varsovie, au point d'attirer les regards de la sélection nationale,.

### Carrière en sélection
Oyedele est international junior avec la Pologne des moins de 18 ans aux espoirs,.
En septembre 2024, Oyedele est convoqué pour la première fois avec l'équipe senior de Pologne. Il honore sa première sélection le 12 octobre 2024, titularisé devant la défense, aux côtés des Lewandowski, Zieliński ou Zalewski, pour le match de Ligue des nations contre le Portugal de son ancien coéquipier Bruno Fernandes,,.